# Mustafa Khalil
Mustafa Khalil (in arabo مصطفى خليل; al-Qalyūbiyya, 18 novembre 1920 – Il Cairo, 7 giugno 2008) è stato un politico egiziano.
È stato il Primo ministro dell'Egitto dall'ottobre 1978 al maggio 1980. 
Nel periodo 1979-1980 è stato anche Ministro degli esteri. 
Khalil è conosciuto soprattutto per aver contribuito ai negoziati confluiti negli accordi di Camp David tra Egitto e Israele.